# Герб Кокосовых островов
Герб Кокосовых островов состоит из щита , разделённого на четыре поля — два синих и два серебряных. В первом и третьем полях изображено по серебряной рыбе, во втором и четвертом по коричневой птице. На пересечении полей изображена латинская буква «Z». Сверху над щитом правая рука держит красную розу.
Щитодержателями выступают две пальмы. У основания герба расположен девиз островов «Maju pulu kita» (малайск.  «Наш передовой остров»).